# Bulbophyllum cribbianum
Bulbophyllum cribbianum es una especie de orquídea epifita  originaria de  Brasil.

## Descripción
Es una orquídea  con hábitos epifita y ocasionalmente litofita con pseudobulbos cónicos a ovoides, rugosos que llevan una sola hoja, apical, erecta, elíptica, y aguda. Florece a finales del otoño hasta finales de primavera en una inflorescencia basal, erecta, de 15 cm  de largo, con hasta 10 flores que se abren sucesivamente  hacia el ápice y tiene dos brácteas agudas.

## Distribución y hábitat
Se encuentra en el este de Brasil, a elevaciones de 1200 a 1600 metros.   

## Taxonomía
Bulbophyllum cribbianum fue descrita por (Barb.Rodr.) Toscano  y publicado en Kew Bulletin 47: 774. 1992.
Etimología
Bulbophyllum: nombre genérico que se refiere a la forma de las hojas que es bulbosa.
cribbianum: epíteto
Sinonimia
- Bulbophyllum micropetalum Barb.Rodr.[1][3][4]